# César a la millor actriu
El César a la millor actriu és un premi cinematogràfic francès atorgat per l'Académie des Arts et Techniques du Cinéma des del primer lliurament del premi el 3 d'abril de 1976 al Palais des congrès de Paris.

## Palmarès
- Font: Pàgina oficial del premi.

### Dècada del 1970
| Any               | Actriu                     | Títol original             | Títol en català | País |
| ----------------- | -------------------------- | -------------------------- | --------------- | ---- |
| 1976              |                            |                            |                 |      |
| Romy Schneider    | L'important c'est d'aimer  | L'important és estimar     | Àustria         |      |
| Isabelle Adjani   | L'Histoire d'Adèle H.      | -                          | França          |      |
| Catherine Deneuve | Le sauvage                 | El meu home és un salvatge | França          |      |
| Delphine Seyrig   | India song                 | India Song                 | França          |      |
| 1977              |                            |                            |                 |      |
| Annie Girardot    | Docteur Françoise Gailland | Doctora Françoise Gailland | França          |      |
| Isabelle Adjani   | Barocco                    | -                          | França          |      |
| Miou-Miou         | F...comme Fairbanks        | F de Fairbanks             | França          |      |
| Romy Schneider    | Une femme à sa fenêtre     | -                          | Àustria         |      |
| 1978              |                            |                            |                 |      |
| Simone Signoret   | La vie devant soi          | La vida al davant          | França          |      |
| Brigitte Fossey   | Les enfants du placard     | -                          | França          |      |
| Isabelle Huppert  | La dentellière             | La puntaire                | França          |      |
| Miou-Miou         | Dites-lui que je l'aime    | -                          | França          |      |
| Delphine Seyrig   | Repérages                  | -                          | França          |      |
| 1979              |                            |                            |                 |      |
| Romy Schneider    | Une histoire simple        | -                          | Àustria         |      |
| Anouk Aimée       | Mon premier amour          | -                          | França          |      |
| Annie Girardot    | La clé sur la porte        | -                          | França          |      |
| Isabelle Huppert  | Violette Nozière           | -                          | França          |      |

### Dècada del 1980
| Any                  | Actriu                             | Títol original         | Títol en català | País |
| -------------------- | ---------------------------------- | ---------------------- | --------------- | ---- |
| 1980                 |                                    |                        |                 |      |
| Miou-Miou            | La Dérobade                        | -                      | França          |      |
| Nastassja Kinski     | Tess                               | Tess                   | Alemanya        |      |
| Dominique Laffin     | La femme qui pleure                | -                      | França          |      |
| Romy Schneider       | Clair de femme                     | -                      | Àustria         |      |
| 1981                 |                                    |                        |                 |      |
| Catherine Deneuve    | Le dernier métro                   | L'últim metro          | França          |      |
| Nathalie Baye        | Une semaine de vacances            | -                      | França          |      |
| Nicole Garcia        | Mon oncle d'Amérique               | El meu oncle d'Amèrica | França          |      |
| Isabelle Huppert     | Loulou                             | Loulou                 | França          |      |
| 1982                 |                                    |                        |                 |      |
| Isabelle Adjani      | Possession                         | Possessió              | França          |      |
| Fanny Ardant         | La Femme d'à côté                  | La dona del costat     | França          |      |
| Catherine Deneuve    | Hôtel des Amériques                | -                      | França          |      |
| Isabelle Huppert     | Coup de torchon                    | Baralla                | França          |      |
| 1983                 |                                    |                        |                 |      |
| Nathalie Baye        | La Balance                         | -                      | França          |      |
| Miou-Miou            | Josepha                            | -                      | França          |      |
| Romy Schneider       | La Passante du Sans-Souci          | -                      | Àustria         |      |
| Simone Signoret      | L'Étoile du nord                   | -                      | França          |      |
| 1984                 |                                    |                        |                 |      |
| Isabelle Adjani      | L'Été meurtrier                    | -                      | França          |      |
| Fanny Ardant         | Vivement dimanche!                 | -                      | França          |      |
| Nathalie Baye        | J'ai épousé une ombre              | -                      | França          |      |
| Nicole Garcia        | Les mots pour le dire              | -                      | França          |      |
| Miou-Miou            | Coup de foudre                     | -                      | França          |      |
| 1985                 |                                    |                        |                 |      |
| Sabine Azéma         | Un dimanche à la campagne          | -                      | França          |      |
| Jane Birkin          | La Pirate                          | -                      | França          |      |
| Valérie Kaprisky     | La Femme publique                  | -                      | França          |      |
| Julia Migenes        | Carmen                             | Carmen                 | Estats Units    |      |
| Pascale Ogier        | Les Nuits de la pleine lune        | -                      | França          |      |
| 1986                 |                                    |                        |                 |      |
| Sandrine Bonnaire    | Sans toit ni loi                   | Sense sostre ni llei   | França          |      |
| Isabelle Adjani      | Subway                             | -                      | França          |      |
| Juliette Binoche     | Rendez-vous                        | Rendez-vous            | França          |      |
| Nicole Garcia        | Péril en la demeure                | -                      | França          |      |
| Charlotte Rampling   | On ne meurt que deux fois          | -                      | Regne Unit      |      |
| 1987                 |                                    |                        |                 |      |
| Sabine Azéma         | Mélo                               | Mélo                   | França          |      |
| Juliette Binoche     | Mauvais sang                       | -                      | França          |      |
| Jane Birkin          | La Femme de ma vie                 | -                      | França          |      |
| Béatrice Dalle       | 37°2 le matin                      | -                      | França          |      |
| Miou-Miou            | Tenue de soirée                    | -                      | França          |      |
| 1988                 |                                    |                        |                 |      |
| Anémone              | Le Grand Chemin                    | -                      | França          |      |
| Sandrine Bonnaire    | Sous le soleil de Satan            | Sota el sol de Satanàs | França          |      |
| Catherine Deneuve    | Agent trouble                      | -                      | França          |      |
| Nastassja Kinski     | Maladie d'amour                    | -                      | Alemanya        |      |
| Jeanne Moreau        | Le Miraculé                        | -                      | França          |      |
| 1989                 |                                    |                        |                 |      |
| Isabelle Adjani      | Camille Claudel                    | -                      | França          |      |
| Catherine Deneuve    | Drôle d'endroit pour une rencontre | -                      | França          |      |
| Charlotte Gainsbourg | La Petite Voleuse                  | -                      | França          |      |
| Isabelle Huppert     | Une affaire de femmes              | -                      | França          |      |
| Miou-Miou            | La Lectrice                        | -                      | França          |      |

### Dècada del 1990
| Any                  | Actriu                                                             | Títol original             | Títol en català | País |
| -------------------- | ------------------------------------------------------------------ | -------------------------- | --------------- | ---- |
| 1990                 |                                                                    |                            |                 |      |
| Carole Bouquet       | Trop belle pour toi                                                | -                          | França          |      |
| Sabine Azéma         | La Vie et rien d'autre                                             | La vida i res més          | França          |      |
| Josiane Balasko      | Trop belle pour toi                                                | -                          | França          |      |
| Emmanuelle Béart     | Les Enfants du désordre                                            | -                          | França          |      |
| Sandrine Bonnaire    | Monsieur Hire                                                      | -                          | França          |      |
| 1991                 |                                                                    |                            |                 |      |
| Anne Parillaud       | Nikita                                                             | Nikita                     | França          |      |
| Nathalie Baye        | Un week-end sur deux                                               | -                          | França          |      |
| Anne Brochet         | Cyrano de Bergerac                                                 | Cyrano de Bergerac         | França          |      |
| Tsilla Chelton       | Tatie Danielle                                                     | -                          | França          |      |
| Miou-Miou            | Milou en mai                                                       | -                          | França          |      |
| 1992                 |                                                                    |                            |                 |      |
| Jeanne Moreau        | La vieille qui marchait dans la mer                                | -                          | França          |      |
| Emmanuelle Béart     | La Belle Noiseuse                                                  | -                          | França          |      |
| Juliette Binoche     | Les Amants du Pont-Neuf                                            | Les Amants du Pont-Neuf    | França          |      |
| Anouk Grinberg       | Merci la vie                                                       | -                          | França          |      |
| Irène Jacob          | La Double vie de Véronique                                         | La doble vida de Véronique | França          |      |
| 1993                 |                                                                    |                            |                 |      |
| Catherine Deneuve    | Indochine                                                          | Indoxina                   | França          |      |
| Anémone              | Le Petit Prince a dit                                              | -                          | França          |      |
| Emmanuelle Béart     | Un coeur en hiver                                                  | Un cor a l'hivern          | França          |      |
| Juliette Binoche     | Fatale                                                             | -                          | França          |      |
| Caroline Cellier     | Le Zèbre                                                           | -                          | França          |      |
| 1994                 |                                                                    |                            |                 |      |
| Juliette Binoche     | Trois Couleurs: Bleu                                               | Tres colors: Blau          | França          |      |
| Sabine Azéma         | Smoking / No Smoking                                               | No Smoking                 | França          |      |
| Josiane Balasko      | Tout le monde n'a pas eu la chance d'avoir des parents communistes | -                          | França          |      |
| Catherine Deneuve    | Ma saison préférée                                                 | -                          | França          |      |
| Anouk Grinberg       | Un, deux, trois, soleil                                            | -                          | França          |      |
| Miou-Miou            | Germinal                                                           | Germinal                   | França          |      |
| 1995                 |                                                                    |                            |                 |      |
| Isabelle Adjani      | La reine Margot                                                    | La reina Margot            | França          |      |
| Anémone              | Pas très catholique                                                | No gaire catòlic           | França          |      |
| Sandrine Bonnaire    | Jeanne la Pucelle                                                  | -                          | França          |      |
| Isabelle Huppert     | La Séparation                                                      | -                          | França          |      |
| Irène Jacob          | Trois couleurs Rouge                                               | Tres colors: Vermell       | França          |      |
| 1996                 |                                                                    |                            |                 |      |
| Isabelle Huppert     | La Cérémonie                                                       | -                          | França          |      |
| Sabine Azéma         | Le bonheur est dans le pré                                         | -                          | França          |      |
| Emmanuelle Béart     | Nelly et Monsieur Arnaud                                           | -                          | França          |      |
| Juliette Binoche     | Le Hussard sur le toit                                             | -                          | França          |      |
| Sandrine Bonnaire    | La Cérémonie                                                       | -                          | França          |      |
| 1997                 |                                                                    |                            |                 |      |
| Fanny Ardant         | Pédale douce                                                       | -                          | França          |      |
| Catherine Deneuve    | Les Voleurs                                                        | -                          | França          |      |
| Charlotte Gainsbourg | Love, etc.                                                         | -                          | França          |      |
| Anouk Grinberg       | Mon homme                                                          | -                          | França          |      |
| Marie Trintignant    | Le cri de la soie                                                  | -                          | França          |      |
| 1998                 |                                                                    |                            |                 |      |
| Ariane Ascaride      | Marius et Jeannette                                                | Marius i Jeanette          | França          |      |
| Sabine Azéma         | On connaît la chanson                                              | Coneixem la cançó          | França          |      |
| Marie Gillain        | Le Bossu                                                           | -                          | Bèlgica         |      |
| Sandrine Kiberlain   | Le Septième Ciel                                                   | -                          | França          |      |
| Miou-Miou            | Nettoyage à sec                                                    | -                          | França          |      |
| 1999                 |                                                                    |                            |                 |      |
| Élodie Bouchez       | La vie rêvée des anges                                             | -                          | França          |      |
| Catherine Deneuve    | Place Vendôme                                                      | -                          | França          |      |
| Isabelle Huppert     | L'École de la chair                                                | -                          | França          |      |
| Sandrine Kiberlain   | À vendre                                                           | -                          | França          |      |
| Marie Trintignant    | Comme elle respire                                                 | -                          | França          |      |

### Dècada del 2000
| Any                  | Actriu                              | Títol original                | Títol en català | País |
| -------------------- | ----------------------------------- | ----------------------------- | --------------- | ---- |
| 2000                 |                                     |                               |                 |      |
| Karin Viard          | Haut les cœurs !                    | -                             | França          |      |
| Nathalie Baye        | Vénus Beauté (Institut)             | -                             | França          |      |
| Sandrine Bonnaire    | Est-Ouest                           | -                             | França          |      |
| Catherine Frot       | La Dilettante                       | -                             | França          |      |
| Vanessa Paradis      | La Fille sur le pont                | -                             | França          |      |
| 2001                 |                                     |                               |                 |      |
| Dominique Blanc      | Stand-by                            | -                             | França          |      |
| Emmanuelle Béart     | Les destinées sentimentales         | Els destins sentimentals      | França          |      |
| Juliette Binoche     | La veuve de Saint-Pierre            | La viuda de Saint Pierre      | França          |      |
| Isabelle Huppert     | Saint-Cyr                           | -                             | França          |      |
| Muriel Robin         | Marie-Line                          | -                             | França          |      |
| 2002                 |                                     |                               |                 |      |
| Emmanuelle Devos     | Sur mes lèvres                      | Llegeix-me els llavis         | França          |      |
| Catherine Frot       | Chaos                               | -                             | França          |      |
| Isabelle Huppert     | La Pianiste                         | La pianista                   | França          |      |
| Charlotte Rampling   | Sous le sable                       | -                             | Regne Unit      |      |
| Audrey Tautou        | Le fabuleux destin d'Amélie Poulain | Amélie                        | França          |      |
| 2003                 |                                     |                               |                 |      |
| Isabelle Carré       | Se souvenir des belles choses       | -                             | França          |      |
| Fanny Ardant         | 8 femmes                            | -                             | França          |      |
| Ariane Ascaride      | Marie-Jo et ses deux amours         | -                             | França          |      |
| Juliette Binoche     | Décalage horaire                    | Jet lag                       | França          |      |
| Isabelle Huppert     | 8 femmes                            | -                             | França          |      |
| 2004                 |                                     |                               |                 |      |
| Sylvie Testud        | Stupeur et Tremblements             | -                             | França          |      |
| Josiane Balasko      | Cette femme-là                      | -                             | França          |      |
| Nathalie Baye        | Les Sentiments                      | -                             | França          |      |
| Isabelle Carré       | Les Sentiments                      | -                             | França          |      |
| Charlotte Rampling   | Swimming Pool                       | La piscina                    | Regne Unit      |      |
| 2005                 |                                     |                               |                 |      |
| Yolande Moreau       | Quand la mer monte...               | -                             | França          |      |
| Maggie Cheung        | Clean                               | -                             | Xina            |      |
| Emmanuelle Devos     | Rois et reine                       | Rois et reine                 | França          |      |
| Audrey Tautou        | Un long dimanche de fiançailles     | Llarg diumenge de festeig     | França          |      |
| Karin Viard          | Le rôle de sa vie                   | -                             | França          |      |
| 2006                 |                                     |                               |                 |      |
| Nathalie Baye        | Le Petit Lieutenant                 | -                             | França          |      |
| Isabelle Carré       | Entre ses mains                     | -                             | França          |      |
| Anne Consigny        | Je ne suis pas là pour être aimé    | -                             | França          |      |
| Isabelle Huppert     | Gabrielle                           | Gabrielle                     | França          |      |
| Valérie Lemercier    | Palais Royal!                       | Palau Reial                   | França          |      |
| 2007                 |                                     |                               |                 |      |
| Marina Hands         | Lady Chatterley                     | -                             | França          |      |
| Cécile de France     | Fauteuils d'orchestre               | -                             | Bèlgica         |      |
| Cécile de France     | Quand j'étais chanteur              | Chanson d'amour               | Bèlgica         |      |
| Catherine Frot       | La Tourneuse de pages               | -                             | França          |      |
| Charlotte Gainsbourg | Prête-moi ta main                   | -                             | França          |      |
| 2008                 |                                     |                               |                 |      |
| Marion Cotillard     | La Môme                             | La vida en rosa               | França          |      |
| Marina Foïs          | Darling                             | -                             | França          |      |
| Catherine Frot       | Odette Toulemonde                   | Odette Toulemonde             | França          |      |
| Isabelle Carré       | Anna M.                             | -                             | França          |      |
| Cécile de France     | Un secret                           | -                             | França          |      |
| 2009                 |                                     |                               |                 |      |
| Yolande Moreau       | Séraphine                           | Séraphine                     | Bèlgica         |      |
| Catherine Frot       | Le crime est notre affaire          | -                             | França          |      |
| Kristin Scott Thomas | Il y a longtemps que je t'aime      | Fa molt de temps que t'estimo | Regne Unit      |      |
| Tilda Swinton        | Julia                               | Julia                         | Regne Unit      |      |
| Sylvie Testud        | Sagan                               | -                             | França          |      |

### Dècada del 2010
| Any                  | Actriu                         | Títol original                                | Títol en català | País |
| -------------------- | ------------------------------ | --------------------------------------------- | --------------- | ---- |
| 2010                 |                                |                                               |                 |      |
| Isabelle Adjani      | La Journée de la jupe          | El dia de la falda                            | França          |      |
| Dominique Blanc      | L'Autre                        | -                                             | França          |      |
| Sandrine Kiberlain   | Mademoiselle Chambon           | -                                             | França          |      |
| Kristin Scott Thomas | Partir                         | -                                             | Regne Unit      |      |
| Audrey Tautou        | Coco avant Chanel              | Coco, de la rebel·lia a la llegenda de Chanel | França          |      |
| 2011                 |                                |                                               |                 |      |
| Sara Forestier       | Le nom des gens                | El nom de la gent                             | França          |      |
| Isabelle Carré       | Les Émotifs Anonymes           | Tímids anònims                                | França          |      |
| Catherine Deneuve    | Potiche                        | Potiche                                       | França          |      |
| Charlotte Gainsbourg | L'arbre                        | L'arbre                                       | França          |      |
| Kristin Scott Thomas | Elle s'appelait Sarah          | La clau de la Sarah                           | Regne Unit      |      |
| 2012                 |                                |                                               |                 |      |
| Bérénice Bejo        | The Artist                     | -                                             | França          |      |
| Ariane Ascaride      | Les Neiges du Kilimandjaro     | Les neus del Kilimanjaro                      | França          |      |
| Leïla Bekhti         | La Source des femmes           | -                                             | França          |      |
| Valérie Donzelli     | La guerre est déclarée         | Declaració de guerra                          | França          |      |
| Marina Foïs          | Polisse                        | -                                             | França          |      |
| Marie Gillain        | Toutes nos envies              | -                                             | Bèlgica         |      |
| Karin Viard          | Polisse                        | -                                             | França          |      |
| 2013                 |                                |                                               |                 |      |
| Emmanuelle Riva      | Amour                          | Amor                                          | França          |      |
| Marion Cotillard     | De rouille et d'os             | De rovell i d'os                              | França          |      |
| Catherine Frot       | Les Saveurs du palais          | La cuinera del president                      | França          |      |
| Noémie Lvovsky       | Camille Redouble               | -                                             | França          |      |
| Corinne Masiero      | Louise Wimmer                  | -                                             | França          |      |
| Léa Seydoux          | Les Adieux à la reine          | L'adeu a la reina                             | França          |      |
| Hélène Vincent       | Quelques heures de printemps   | -                                             | França          |      |
| 2014                 |                                |                                               |                 |      |
| Sandrine Kiberlain   | 9 mois ferme                   | -                                             | França          |      |
| Fanny Ardant         | Les beaux jours                | -                                             | França          |      |
| Bérénice Bejo        | Le Passé                       | El passat                                     | França          |      |
| Catherine Deneuve    | Elle s'en va                   | El viatge de la Bettie                        | França          |      |
| Sara Forestier       | Suzanne                        | -                                             | França          |      |
| Emmanuelle Seigner   | La Vénus à la fourrure         | La Venus de les pells                         | França          |      |
| Léa Seydoux          | La vie d'Adèle Chapitres 1 & 2 | La vida d'Adèle                               | França          |      |
| 2015                 |                                |                                               |                 |      |
| Adèle Haenel         | Les Combattants                | -                                             | França          |      |
| Juliette Binoche     | Sils Maria                     | Viatge a Sils Maria                           | França          |      |
| Marion Cotillard     | Deux jours, une nuit           | Dos dies, una nit                             | França          |      |
| Catherine Deneuve    | Dans la cour                   | En un pati de París                           | França          |      |
| Emilie Dequenne      | Pas son genre                  | No és el meu tipus                            | Bèlgica         |      |
| Sandrine Kiberlain   | Elle l'adore                   | -                                             | França          |      |
| Karin Viard          | La Famille Bélier              | La família Bélier                             | França          |      |
| 2016                 |                                |                                               |                 |      |
| Catherine Frot       | Marguerite                     | Madame Marguerite                             | França          |      |
| Loubna Abidar        | Much Loved                     | Much Loved                                    | Marroc          |      |
| Emmanuelle Bercot    | Mon roi                        | -                                             | França          |      |
| Cécile de France     | La Belle Saison                | Un amor d'estiu                               | Bèlgica         |      |
| Catherine Deneuve    | La Tête haute                  | -                                             | França          |      |
| Isabelle Huppert     | Valley of love                 | -                                             | França          |      |
| Soria Zeroual        | Fatima                         | Fàtima                                        | Algèria         |      |
| 2017                 |                                |                                               |                 |      |
| Isabelle Huppert     | Elle                           | Elle                                          | França          |      |
| Judith Chemla        | Une vie                        | Una vida                                      | França          |      |
| Marion Cotillard     | Mal de pierres                 | El somni de la Gabrielle                      | França          |      |
| Virginie Efira       | Victoria                       | Victoria                                      | Bèlgica         |      |
| Marina Foïs          | Irréprochable                  | -                                             | França          |      |
| Sidse Babett Knudsen | La fille de Brest              | La doctora de Brest                           | Dinamarca       |      |
| Soko                 | La Danseuse                    | La ballarina                                  | França          |      |
| 2018                 |                                |                                               |                 |      |
| Jeanne Balibar       | Barbara                        | Barbara                                       | França          |      |
| Juliette Binoche     | Un beau soleil intérieur       | Un sol interior                               | França          |      |
| Emmanuelle Devos     | Numéro Une                     | Numéro Une                                    | França          |      |
| Marina Foïs          | L'Atelier                      | El taller d'escriptura                        | França          |      |
| Charlotte Gainsbourg | La promesse de l'aube          | Promesa a l'alba                              | França          |      |
| Doria Tillier        | Monsieur & Madame Adelman      | -                                             | França          |      |
| Karin Viard          | Jalouse                        | Una mica gelosa Una miqueta gelosa            | França          |      |
| 2019                 |                                |                                               |                 |      |
| Léa Drucker          | Jusqu'à la garde               | -                                             | França          |      |
| Élodie Bouchez       | Pupille                        | En bones mans                                 | França          |      |
| Cécile de France     | Mademoiselle de Joncquières    | -                                             | França          |      |
| Virginie Efira       | Un amour impossible            | -                                             | Bèlgica         |      |
| Adèle Haenel         | En liberté!                    | En liberté!                                   | França          |      |
| Sandrine Kiberlain   | Pupille                        | En bones mans                                 | França          |      |
| Mélanie Thierry      | La Douleur                     | Marguerite Duras: París 1944                  | França          |      |

### Dècada del 2020
| Any                    | Actriu                                      | Títol original                        | Títol en català | País |
| ---------------------- | ------------------------------------------- | ------------------------------------- | --------------- | ---- |
| 2020                   |                                             |                                       |                 |      |
| Anaïs Demoustier       | Alice et le maire                           | Els consells de l'Alice               | França          |      |
| Eva Green              | Proxima                                     | Proxima                               | França          |      |
| Adèle Haenel           | Portrait de la jeune fille en feu           | Retrat d'una dona en flames           | França          |      |
| Chiara Mastroianni     | Chambre 212                                 | -                                     | França          |      |
| Noémie Merlant         | Portrait de la jeune fille en feu           | Retrat d'una dona en flames           | França          |      |
| Doria Tillier          | La Belle Époque                             | La Belle Époque                       | França          |      |
| Karin Viard            | Chanson douce                               | -                                     | França          |      |
| 2021                   |                                             |                                       |                 |      |
| Laure Calamy           | Antoinette dans les Cévennes                | -                                     | França          |      |
| Martine Chevallier     | Deux                                        | Entre nosaltres                       | França          |      |
| Virginie Efira         | Adieu les cons                              | Adieu les cons                        | Bèlgica         |      |
| Camélia Jordana        | Les choses qu'on dit, les choses qu'on fait | Les coses que diem, les coses que fem | França          |      |
| Barbara Sukowa         | Deux                                        | Entre nosaltres                       | Alemanya        |      |
| 2022                   |                                             |                                       |                 |      |
| Valérie Lemercier      | Aline                                       | Aline                                 | França          |      |
| Leïla Bekhti           | Les Intranquilles                           | -                                     | França          |      |
| Valeria Bruni Tedeschi | La fracture                                 | La fracture                           | França          |      |
| Laure Calamy           | Une femme du monde                          | -                                     | França          |      |
| Virginie Efira         | Benedetta                                   | benedetta                             | Bèlgica         |      |
| Vicky Krieps           | Serre moi fort                              | Abraça'm fort                         | Luxemburg       |      |
| Léa Seydoux            | France                                      | -                                     | França          |      |
| 2023                   |                                             |                                       |                 |      |
| Virginie Efira         | Revoir Paris                                | Memòries de París                     | Bèlgica         |      |
| Fanny Ardant           | Les jeunes amants                           | Els joves amants                      | França          |      |
| Juliette Binoche       | Ouistreham                                  | En un moll de Normandia               | França          |      |
| Laure Calamy           | À plein temps                               | A temps complet                       | França          |      |
| Adèle Exarchopoulos    | Rien à foutre                               | Zero Fucks Given                      | França          |      |
| 2024                   |                                             |                                       |                 |      |
| Sandra Hüller          | Anatomie d'une chute                        | Anatomia d'una caiguda                | Alemanya        |      |
| Marion Cotillard       | Little Girl Blue                            | Little Girl Blue                      | França          |      |
| Léa Drucker            | L'Été dernier                               | L'últim estiu                         | França          |      |
| Virginie Efira         | L'Amour et les forêts                       | -                                     | Bèlgica         |      |
| Hafsia Herzi           | Le Ravissement                              | L'arravatament                        | França          |      |
| 2025                   |                                             |                                       |                 |      |
| Hafsia Herzi           | Borgo                                       | -                                     | França          |      |
| Karla Sofía Gascón     | Emilia Pérez                                | Emilia Pérez                          | Espanya         |      |
| Zoe Saldaña            | Emilia Pérez                                | Emilia Pérez                          | Estats Units    |      |
| Hélène Vincent         | Quand vient l'automne                       | -                                     | França          |      |
| Adèle Exarchopoulos    | L'Amour ouf                                 | -                                     | França          |      |

## Estadístiques

### Les més premiades
| Premis | Nom               | Anys                         | Detalls        |
| ------ | ----------------- | ---------------------------- | -------------- |
| 5      | Isabelle Adjani   | 1982, 1984, 1989, 1995, 2010 | 8 nominacions  |
| 2      | Isabelle Huppert  | 1996, 2017                   | 14 nominacions |
| 2      | Catherine Deneuve | 1981, 1993                   | 13 nominacions |
| 2      | Nathalie Baye     | 1983, 2006                   | 8 nominacions  |
| 2      | Sabine Azéma      | 1985, 1987                   | 6 nominacions  |
| 2      | Romy Schneider    | 1976, 1979                   | 5 nominacions  |
| 2      | Yolande Moreau    | 2005, 2009                   | 2 nominacions  |

### Les més nominades
| Nominacions | Nom                  | Anys                                                                               | Detalls   |
| ----------- | -------------------- | ---------------------------------------------------------------------------------- | --------- |
| 14          | Isabelle Huppert     | 1978, 1979, 1981, 1982, 1989, 1995, 1996, 1999, 2001, 2002, 2003, 2006, 2016, 2017 | 2 premis  |
| 13          | Catherine Deneuve    | 1976, 1981, 1982, 1988, 1989, 1993, 1994, 1997, 1999, 2011, 2014, 2015, 2016       | 2 premis  |
| 11          | Juliette Binoche     | 1986, 1987, 1992, 1993, 1994, 1996, 2001, 2003, 2015, 2018, 2023                   | 1 premi   |
| 10          | Miou-Miou            | 1977, 1978, 1980, 1983, 1984, 1987, 1989, 1991, 1994, 1998                         | 1 premi   |
| 8           | Isabelle Adjani      | 1976, 1977, 1982, 1984, 1986, 1989, 1995, 2010                                     | 5 premis  |
| 8           | Nathalie Baye        | 1981, 1983, 1984, 1988, 1991, 2000, 2004, 2006                                     | 2 premis  |
| 7           | Catherine Frot       | 2000, 2002, 2007, 2008, 2009, 2013, 2016                                           | 1 premi   |
| 6           | Sabine Azéma         | 1985, 1987, 1990, 1994, 1996, 1998                                                 | 2 premis  |
| 6           | Fanny Ardant         | 1982, 1984, 1997, 2003, 2014, 2023                                                 | 1 premi   |
| 6           | Karin Viard          | 2000, 2005, 2012, 2015, 2018, 2020                                                 | 1 premi   |
| 6           | Sandrine Bonnaire    | 1986, 1988, 1990, 1995, 1996, 2000                                                 | 1 premi   |
| 6           | Sandrine Kiberlain   | 1998, 1999, 2010, 2014, 2015, 2019                                                 | 1 premi   |
| 6           | Virginie Efira       | 2017, 2019, 2021, 2022, 2023, 2024                                                 | 1 premi   |
| 5           | Romy Schneider       | 1976, 1977, 1979, 1980, 1983                                                       | 2 premis  |
| 5           | Isabelle Carré       | 2003, 2004, 2006, 2008, 2011                                                       | 1 premi   |
| 5           | Marion Cotillard     | 2008, 2013, 2015, 2017, 2024                                                       | 1 premi   |
| 5           | Cécile de France     | 2007 (2 candidatures), 2008, 2016, 2019                                            | Cap premi |
| 5           | Charlotte Gainsbourg | 1989, 1997, 2007, 2011, 2018                                                       | Cap premi |
| 5           | Emmanuelle Béart     | 1990, 1992, 1993, 1996, 2001                                                       | Cap premi |
| 4           | Marina Foïs          | 2008, 2012, 2017, 2018                                                             | Cap premi |